# Club Deportivo Maldonado
Il Club Deportivo Maldonado, noto semplicemente come Deportivo Maldonado, è un club calcistico uruguaiano con sede nella città di Maldonado. Milita dal 2025 nella Segunda División Profesional de Uruguay, la seconda divisione del campionato uruguaiano.

## Storia
Fondato il 25 agosto 1928, il Deportivo Maldonado milita nella Primera División Profesional de Uruguay (massima divisione uruguayana) dal 2019.
Secondo un'inchiesta pubblicata il 18 settembre 2012 dall'agenzia statunitense Bloomberg, il Deportivo Maldonado sarebbe una sorta di "squadra fantasma" in quanto fungerebbe da ponte per il trasferimento di calciatori sudamericani in Europa, in virtù delle agevolazioni fiscali concesse in Uruguay alle Società Anonime Sportive.

## Organico

### Rosa 2021
Rosa aggiornata al 5 aprile 2021.
| N. |                      | Ruolo | Calciatore         |
| -- | -------------------- | ----- | ------------------ |
| 1  | Argentina (bandiera) | P     | Danilo Lerda       |
| 4  | Uruguay (bandiera)   | D     | Charles Zoryez     |
| 5  | Uruguay (bandiera)   | C     | Sebastián González |
| 6  | Uruguay (bandiera)   | C     | Facundo Rodríguez  |
| 7  | Argentina (bandiera) | A     | César Pereyra      |
| 9  | Uruguay (bandiera)   | A     | Facundo Batista    |
| 10 | Uruguay (bandiera)   | C     | Federico Ramos     |
| 11 | Uruguay (bandiera)   | D     | Andrés Ravecca     |
| 12 | Uruguay (bandiera)   | P     | Valentín Fernández |
| 13 | Brasile (bandiera)   | A     | Mosquito           |
| 14 | Uruguay (bandiera)   | A     | Rodrigo Muniz      |
| 15 | Argentina (bandiera) | C     | Mauro Burruchaga   |
| 16 | Uruguay (bandiera)   | D     | Álex De Freitas    |
| 17 | Argentina (bandiera) | C     | Hernán Toledo      |
| 19 | Uruguay (bandiera)   | D     | Facundo Tealde     |

| N. |                      | Ruolo | Calciatore           |
| -- | -------------------- | ----- | -------------------- |
| 20 | Uruguay (bandiera)   | A     | Diego Casas          |
| 23 | Uruguay (bandiera)   | D     | Agustín Sant'Anna    |
| 24 | Uruguay (bandiera)   | A     | Federico Castellanos |
| 26 | Uruguay (bandiera)   | D     | Gastón Pagano        |
| 28 | Argentina (bandiera) | C     | Santiago Nagüel      |
| 29 | Uruguay (bandiera)   | A     | Alexander González   |
| 30 | Uruguay (bandiera)   | A     | Luis Machado         |
| 31 | Uruguay (bandiera)   | P     | Leandro Gelpi        |
| 32 | Uruguay (bandiera)   | C     | Lucas Núñez          |
| 33 | Uruguay (bandiera)   | C     | Ignacio Nicolini     |
| 34 | Uruguay (bandiera)   | C     | Maximiliano Cantera  |
|    | Uruguay (bandiera)   | D     | Matías Aguirregaray  |